# Quinto de comando
El Quinto de comando, también escrito 5.º Comando, fue una unidad de mercenarios sudafricanos y de otras procedencias creada por el irlandés Mike Hoare para contribuir a sofocar la Crisis del Congo, sobre todo en Stanleyville y la zona norte del Congo. La unidad operó durante 18 meses liberando varias ciudades y sofocando las revueltas en su zona. Posteriormente fue disuelta por el miedo de los líderes congoleños a una fuerza blanca y mercenaria.

## En la ficción
El escritor británico Frederick Forsyth (2003, p. 110 y siguientes) menciona explícitamente al Quinto de comando en su novela Los perros de la guerra, pero dicha parte no es recogida por la película homónima.